# Montgermont
Montgermont (en bretó Menezgervant, en gal·ló Monjèrmont) és un municipi francès, situat a la regió de Bretanya, al departament d'Ille i Vilaine. L'any 2006 tenia 3.141 habitants.

## Demografia
| 1962                                       | 1968 | 1975  | 1982  | 1990  | 1999  |
| ------------------------------------------ | ---- | ----- | ----- | ----- | ----- |
| 455                                        | 606  | 1.099 | 1.976 | 2.395 | 2.758 |
| Des de 1962: població sense dobles comptes |      |       |       |       |       |

## Administració
| Període        | Identitat           | Partit |
| -------------- | ------------------- | ------ |
| de 1790 a 1793 | Jean-Marie Aubrée   |        |
| de 1793 a 1797 | Léonard Penard      |        |
| de 1797 a 1798 | Jean-Marie Aubrée   |        |
| de 1798 a 1826 | Joseph Lebreton     |        |
| de 1826 a 1834 | Gabriel Jamet       |        |
| de 1834 a 1848 | Charles Leguesdron  |        |
| de 1848 a 1868 | Jean-Marie Aubrée   |        |
| de 1868 a 1878 | Jean-Marie Aubrée   |        |
| de 1878 a 1895 | Jean-Marie Lebrun   |        |
| de 1895 a 1912 | Jean-Pierre Louazel |        |
| de 1912 a 1932 | Pierre Veillard     |        |
| de 1932 a 1944 | Jean Gabillard      |        |
| 07/44 a 05/45  | Joseph Lehuger      |        |
| de 1945 a 1956 | Albert Fourel       |        |
| de 1956 a 1959 | Lucien Allée        |        |
| de 1959 a 1976 | Pierre Texier       |        |
| de 1976 a 1983 | Jane Beusnel        |        |
| de 1983 a 1989 | Henri Le Polotec    |        |
| de 1989 a 1995 | Bernard Douard      |        |
| depuis 1995    | Alain Poulard       |        |